# Сулышок
Сулышок (каз. Сулышоқ) — село в районе Магжана Жумабаева Северо-Казахстанской области Казахстана. Входит в состав Успенского сельского округа. Код КАТО — 593677400.

## Население
В 1999 году население села составляло 256 человек (130 мужчин и 85 женщин). По данным переписи 2009 года, в селе проживало 162 человека (126 мужчины и 77 женщин).